# كوني شيومي
كوني شيومي (بالإنجليزية: Connie Chiume)‏ (مواليد 5 يونيو 1952 وتوفي في 6 أغسطس 2024)، هي مُمثلة جنوب أفريقية من أصل ملاوي.

## وصلات خارجية
- كوني شيومي على موقع IMDb (الإنجليزية)
- كوني شيومي على موقع ميتاكريتيك (الإنجليزية)
- كوني شيومي على موقع روتن توميتوز (الإنجليزية)
- كوني شيومي على موقع ألو سيني (الفرنسية)
- كوني شيومي على موقع أول موفي (الإنجليزية)
- كوني شيومي على موقع قاعدة بيانات الفيلم (الإنجليزية)